# Elaiza
Elaiza [ɛlaˈiːza] ist ein deutsches Musiktrio aus Berlin. Der Bandname basiert auf der Kurzform des Namens der Frontfrau Elżbieta „Ela“ Steinmetz, deren polnisch-ukrainische Herkunft den Klang ihrer Folk-Pop-Songs prägt. Die Band vertrat Deutschland beim Eurovision Song Contest 2014 im dänischen Kopenhagen mit dem Song Is It Right.

## Bandgeschichte
Steinmetz lernte in einem Berliner Tonstudio die Akkordeonistin Yvonne Grünwald kennen. Bei einer Veranstaltung entdeckte Grünwald ein Foto von Natalie Plöger mit ihrem Kontrabass; nach der Kontaktaufnahme gesellte sich Plöger zu dem Duo. Anfang 2013 gründeten die drei Frauen die Band Elaiza. Ihr erstes Konzert gab Elaiza am 11. Januar 2013 in dem kleinen Café „Sally Bowles“ in Berlin-Schöneberg vor etwa 20 Zuschauern.
Im März 2013 produzierte Elaiza in den Emil Berliner Studios im Direct-to-Disc-Verfahren die LP March 28. Die Platte wurde nach dem Aufnahmedatum benannt und ist unter dem Label Berliner Meister Schallplatten erschienen. Danach widmete sich die Band der Produktion ihres Debütalbums, das gemeinsam mit dem Valicon-Produzententeam in Berlin entstand. Die Gruppe gewann 2013 den Nachwuchspreis des renommierten Women-of-the-World-Festivals. Im Januar 2014 veröffentlichte Elaiza eine EP mit Is It Right/Fight Against Myself sowie einem weiteren Titel namens Without.

### Eurovision Song Contest 2014

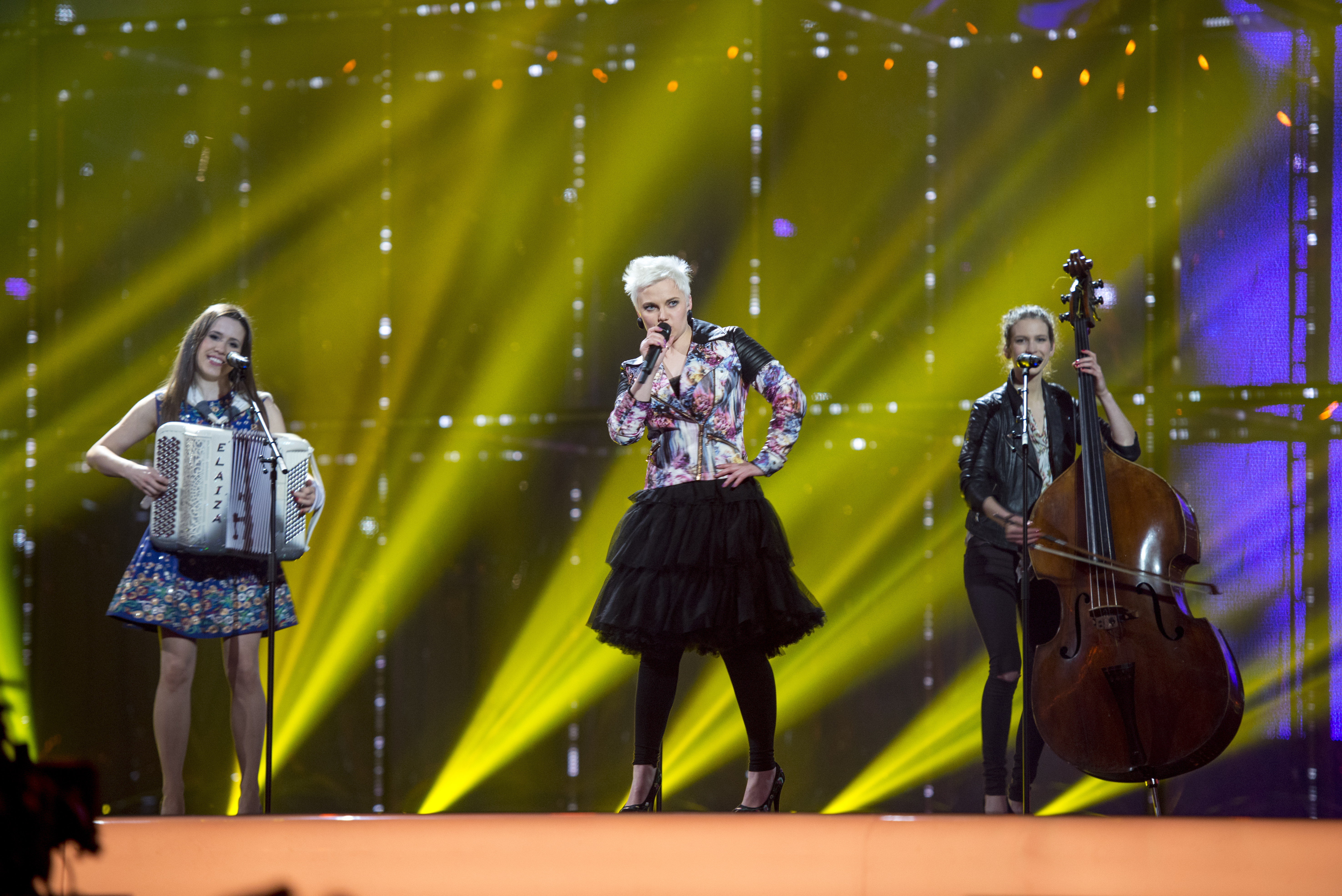
Elaiza beim Eurovision Song Contest

Elaiza bewarb sich mit dem Song Is It Right für die deutsche Vorentscheidung zum Eurovision Song Contest 2014 und trat beim sogenannten Clubkonzert im Edelfettwerk in Hamburg auf. Die Band ging aus dem Clubkonzert als Sieger hervor und erhielt dadurch die Wildcard für Unser Song für Dänemark am 13. März 2014 in der Kölner Lanxess-Arena. Dort setzte sich die Gruppe im Finale mit 55 Prozent der Anrufe gegenüber Unheilig durch. Im Finale des ESC 2014 in Kopenhagen am 10. Mai 2014 erhielt der Beitrag von Elaiza 39 Punkte. Damit belegte die Band unter 26 Teilnehmern den 18. Platz.

### Zweites AlbumRestless
Am 25. März 2016 veröffentlichte Elaiza mit dem Song Hurricane die erste Single aus ihrem am 6. Mai 2016 erschienenen zweiten Studioalbum Restless. Im Fernsehen spielte die Band den Song erstmals im Rahmen eines Auftritts im polnischen Frühstücksfernsehen in der Sendung Dzień Dobry TVN am 10. März 2016. In Deutschland war die Band mit Hurricane erstmals in der Late-Night-Show von Pierre M. Krause am 15. März 2016 zu sehen. Als Yvonne Grünwald die Band im August 2016 verließ, wurde Laura Zimmermann offizielles Bandmitglied. Elaizas Tour zum neuen Album begann am 1. Oktober 2016.

### Solokarriere
Danach begann Frontfrau Steinmetz verstärkt auch für andere Interpreten Musik zu schreiben. Sie arbeitete unter anderem mit Helene Fischer, Sarah Engels, Michelle und Thomas Anders sowie mit Michael Patrick Kelly und Culcha Candela zusammen. Da sie für andere vor allem auf Deutsch schrieb, beschloss sie unter dem Künstlernamen „ela.“ solo ein Album mit deutschsprachigen Songs zu veröffentlichen. Liebe & Krieg erschien 2020 und erreichte wie die beiden Bandalben die Charts. 2023 folgte das zweite Soloalbum Es ist immer jemand wach. Im selben Jahr hatte sie zusammen mit dem Rapper Kool Savas mit dem Song Was du nicht siehst einen weiteren Charthit. 

## Bandmitglieder
- Elżbieta (ɛlʐˈbʲɛta ausgesprochen) „Ela“ Steinmetz (* 11. Oktober 1992[12] als Elżbieta Sosnowska[13] in Smila, Ukraine). Ihre polnische Mutter war studierte Opern- und Jazzsängerin, ihr ukrainischer Vater Gitarrist in einer Rockband.[14] Nach dessen Tod übersiedelte sie mit ihrer Mutter nach Polen. Als ihre Mutter einen Bergmann aus Schiffweiler kennenlernte, zog sie mit acht Jahren mit ihr zum Stiefvater ins Saarland[15] und besuchte nach der Grundschule Hüttigweiler das Gymnasium am Krebsberg in Neunkirchen.[13] Mit 16 Jahren pendelte sie nach Berlin und begann, in den Valicon Studios als Singer-Songwriter zu arbeiten.[16] Bereits vor ihrem Abitur 2011 hatte sie in Berlin erste Jobs als Sängerin und Songschreiberin.[15]
- Natalie Plöger (* 3. September 1985[12] in Leer) besuchte das Ubbo-Emmius-Gymnasium Leer.[17] Weil im Schulorchester nur der Platz des Bassisten frei war, lernte sie Kontrabass spielen. Nach dem Abitur absolvierte sie ein klassisches Musikstudium an der Hochschule für Musik Detmold, das sie 2010 abschloss und an das sie ein noch laufendes Schulmusikstudium anhängte.[18] Plöger musiziert in verschiedenen Projekten wie dem Gabriela Koch Trio, dem Fabergéquartett[19] und Ganes.
- Laura Zimmermann (* 8. April 1989 in München) studierte Lehramt mit Doppelfach Musik und dem Profil Geige an der Hochschule für Musik und Theater München. Laura spielt seit ihrem fünften Lebensjahr Geige. Von 2004 bis 2008 war sie Mitglied der deutschen Streicherphilharmonie und spielte zahlreiche Konzerte und Rundfunkaufnahmen im In- und Ausland. Seit 2008 spielte sie in diversen Orchesterprojekten, war Mitglied in der Irish-Speed-Folk-Band Cellarfolks und spielte als E-Geigerin im Rahmen diverser DJ Gigs in den USA. Im August 2016 wurde sie Teil von Elaiza und ersetzte Yvonne Grünwald.[20]

- Ehemalig: Yvonne Grünwald (* 10. Mai 1984[21] in Salzwedel[22]) stammt aus Arendsee[23] in Sachsen-Anhalt. Mit sechs Jahren begann sie Akkordeon zu spielen.[24] Nach dem Abitur zog sie nach Berlin und studierte an der Hochschule für Musik „Hanns Eisler“ Akkordeon und im Nebenfach Klavier.[22] Grünwald spielt in verschiedenen Formationen Klezmer und russische Musik und gründete 2010 das klassische Trio Les Accordés, zu dem neben ihr die Sopranistin Teresa Hoerl und der Countertenor Christophe Villa gehören. 2010 unterrichtete sie an den Musikschulen in Fürstenwalde und Beeskow Akkordeon und Klavier.[22] Yvonne Grünwald gründete 2015 zudem mit der Sopranistin Teresa Hoerl das Duo Aurata und arbeitet an einem neuen Bühnenprogramm mit klassischen Musikstücken, eigenen Werken und Showeinlagen.

## Stil

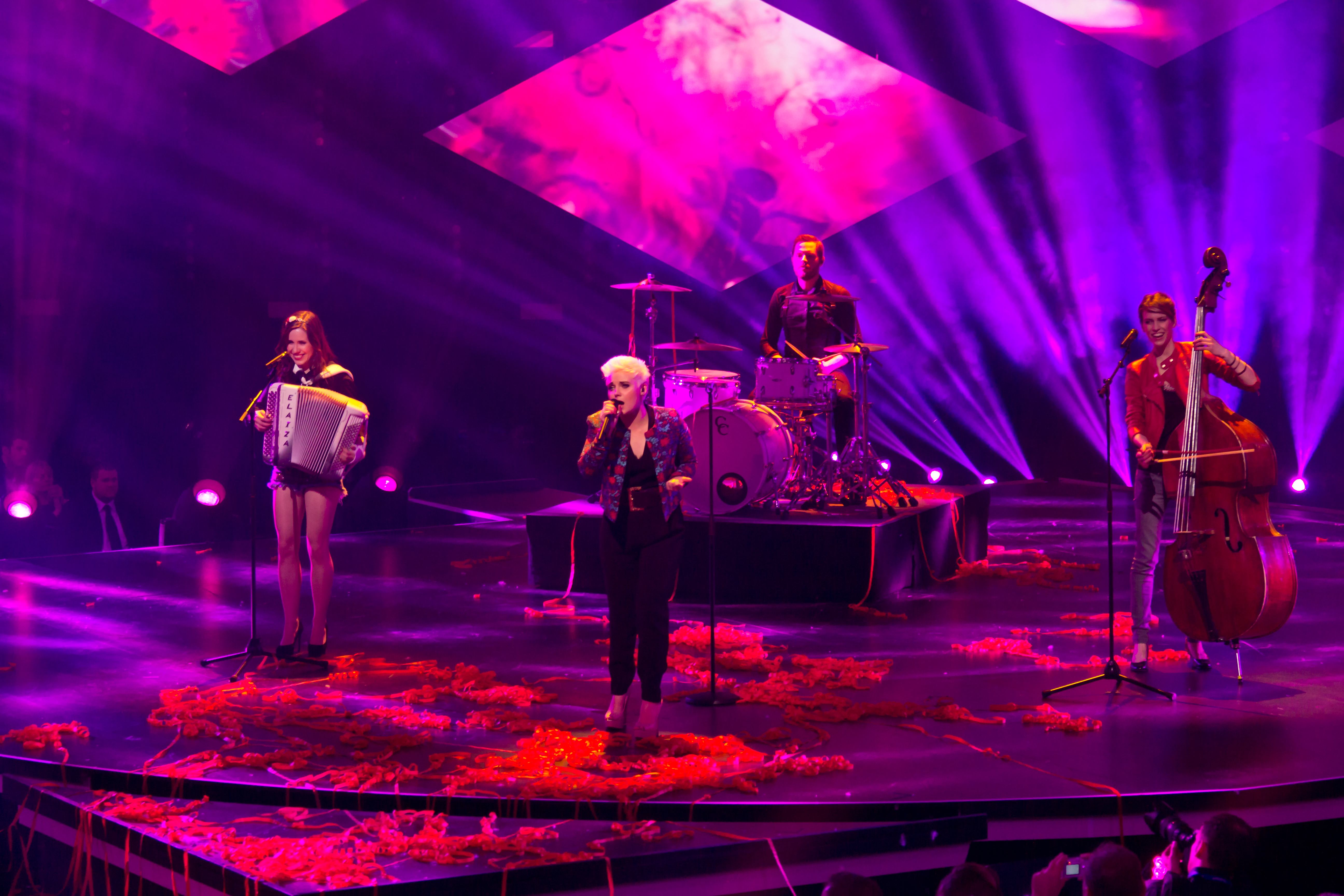
Elaiza beim Vorentscheid zum Eurovision Song Contest 2014

Stilistisch bewegt sich Elaiza mit einem Hybrid-Sound aus Tradition und Moderne in zahlreichen Genres. Dabei verbindet sie osteuropäischen Folk mit modernen Popmelodien. Die Musikerinnen nennen ihren Musikstil selbst „Neo-Folklore“. Die Zeitschrift Melodie & Rhythmus sagt über die Gruppe: „Die Cabaret-Momente der Dresden Dolls und der Mitschnips-Circus der norwegischen Kolleginnen von Katzenjammer treffen auf den schwungvollen Swing einer Caro Emerald.“

## Diskografie

### Studioalben
| Jahr | Titel    | Höchstplatzierung, Gesamtwochen, AuszeichnungChartsChartplatzierungen (Jahr, Titel, Platzierungen, Wochen, Auszeichnungen, Anmerkungen) | Anmerkungen                       |
| Jahr | Titel    | DE | Anmerkungen                       |
| ---- | -------- | --- | --------------------------------- |
| 2014 | Gallery  | DE24 (8 Wo.)DE | Erstveröffentlichung: 2014        |
| 2016 | Restless | DE92 (1 Wo.)DE | Erstveröffentlichung: 6. Mai 2016 |

### Singles
| Jahr | Titel Album                  | Höchstplatzierung, Gesamtwochen, AuszeichnungChartplatzierungen (Jahr, Titel, Album, Platzierungen, Wochen, Auszeichnungen, Anmerkungen) | Höchstplatzierung, Gesamtwochen, AuszeichnungChartplatzierungen (Jahr, Titel, Album, Platzierungen, Wochen, Auszeichnungen, Anmerkungen) | Höchstplatzierung, Gesamtwochen, AuszeichnungChartplatzierungen (Jahr, Titel, Album, Platzierungen, Wochen, Auszeichnungen, Anmerkungen) | Anmerkungen                                                |
| Jahr | Titel Album                  | DE | AT | CH | Anmerkungen                                                |
| ---- | ---------------------------- | --- | --- | --- | ---------------------------------------------------------- |
| 2014 | Is It Right Gallery          | DE4 Gold · (18 Wo.)DE | AT14 (10 Wo.)AT | CH43 (1 Wo.)CH | Erstveröffentlichung: 28. Februar 2014 Verkäufe: + 150.000 |
| 2014 | Fight Against Myself Gallery | DE50 (1 Wo.)DE | — | — | Erstveröffentlichung: 2014                                 |
| 2014 | Without Gallery              | DE88 (1 Wo.)DE | — | — | Erstveröffentlichung: 2014                                 |

Weitere Singles
- 2013: March 28
- 2014: I Don’t Love You
- 2016: Hurricane
- 2016: Real